# بیسیمبره
بیسیمبره (به اسپانیایی: Bisimbre) یک دهستان در اسپانیا است که در استان ساراگوسا واقع شده‌است. بیسیمبره ۱۱٫۱۶ کیلومتر مربع مساحت و ۱۰۹ نفر جمعیت دارد.